# Vaudesincourt
Vaudesincourt település Franciaországban, Marne megyében. Lakosainak száma 106 fő (2022. január 1.). Vaudesincourt Aubérive, Dontrien, Prosnes, Saint-Martin-l’Heureux és Saint-Souplet-sur-Py községekkel határos.

## Népesség
A település népessége az elmúlt években az alábbi módon változott:
| Lakosok száma | 143  | 114  | 118  | 116  | 88   | 84   | 92   | 98   | 98   | 106  |
|               | 1968 | 1982 | 1990 | 2006 | 2013 | 2015 | 2017 | 2019 | 2020 | 2022 |